# اندیس کائولن و خاک صنعتی بیدستان
کائولن و خاک صنعتی بیدستان یک اندیس غیرفلزی است که در حوالی شهر معلمان استان سمنان قرار دارد و مادهٔ معدنی موجود در آن، کائولینیت است.  